# John Anster Fitzgerald

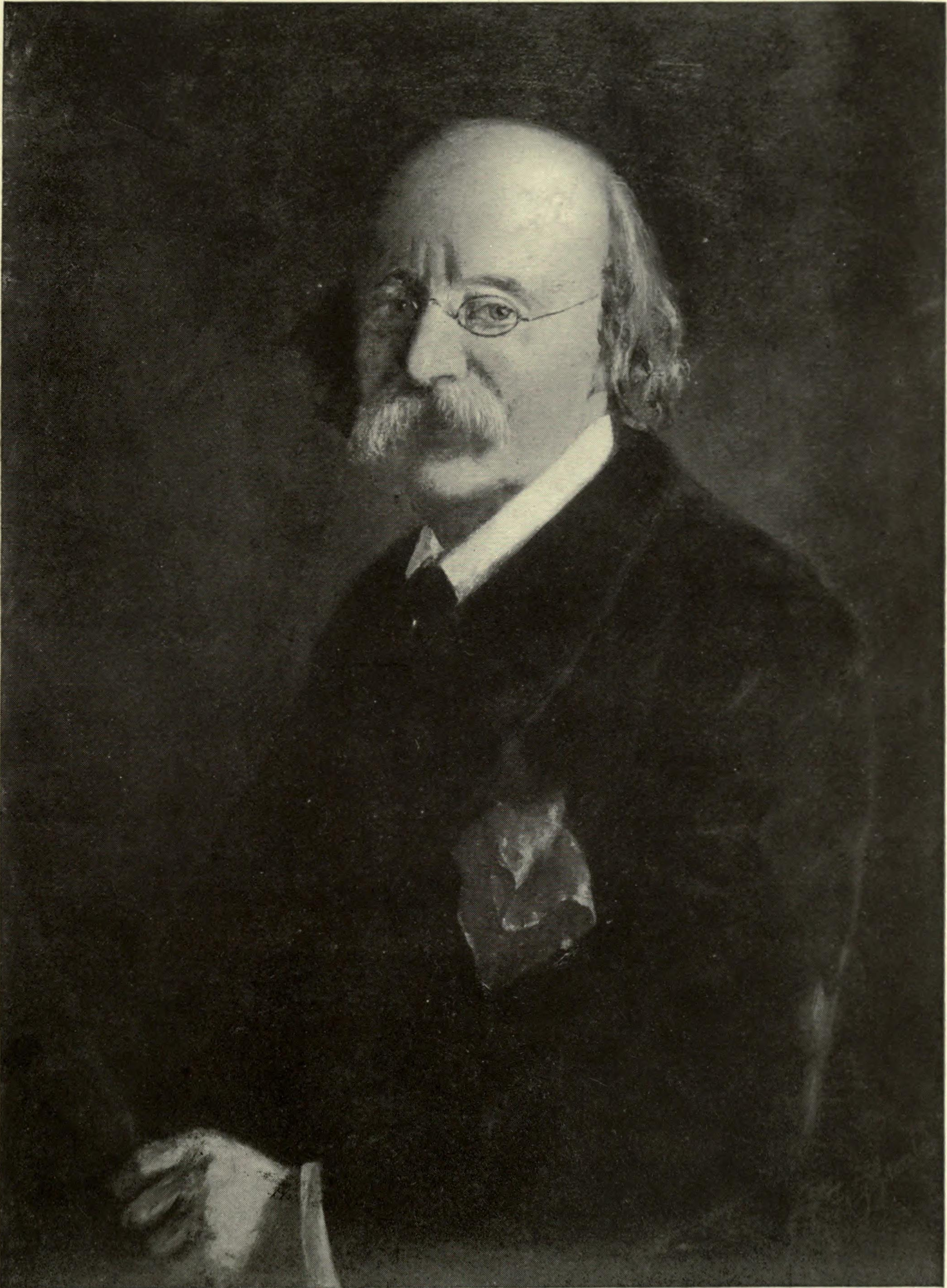
John Anster Fitzgerald

John Anster Christian Fitzgerald (Lambeth, 19 september 1819 - Londen, 1906) was een Engels kunstschilder en illustrator uit het victoriaans tijdperk. Hij werd vooral bekend door zijn sprookjestaferelen.

## Leven en werk
Fitzgerald was de zoon van de relatief onbekende dichter William Thomas Fitzgerald. Hij was grotendeels autodidact. In 1845 exposeerde hij voor het eerst bij de Royal Academy of Arts. Hij was lid van de Royal Society of British Artists en de Royal Watercolour Society. In de jaren 1850 verkreeg hij veel bekendheid met een reeks illustraties bij een aantal kerstsprookjes in de The Illustrated London News.
Als sprookjesschilder paste Fitzgerald in een rijtje met tijdgenoten als Joseph Noel Paton, Richard Dadd, Richard Doyle en iets later Arthur Rackham. Met veel aandacht voor detail en met accentuerende kleuren rood, groen, paars en geel, beeldde hij vrijwel elk sprookjesthema uit, doorgaans volledig ontsproten uit zijn eigen fantasie. Vaak bevatten ze demonachtige figuurtjes die doen denken aan Jheronimus Bosch. Ook vogeltjes en andere dieren spelen dikwijls een rol. Zijn werk wordt wel in verband gebracht met drugsgebruik en is veelal donker van toon. Over de precieze interpretatie van veel van zijn schilderijen zijn weinig gegevens beschikbaar. Vaak zijn in de loop der tijd ook de titels van zijn werken veranderd.
Fitzgerald stond bekend als een introverte persoon, maar had de merkwaardige hobby om bekende acteurs te imiteren, vooral in de Londense Savage Club, waar hij regelmatig verbleef, tot grote hilariteit van zijn mannenvrienden. Hij overleed in 1906. Werk van hem is onder andere te zien in Tate Britain. Vaak maakt zijn werk deel uit van particuliere collecties, waaronder die van Andrew Lloyd Webber. Op veilingen doen zijn werken tegenwoordig hoge prijzen, soms ettelijke tonnen, waar ze in de vorige eeuw vaak voor een "habbekrats" te krijgen waren.

## Galerij

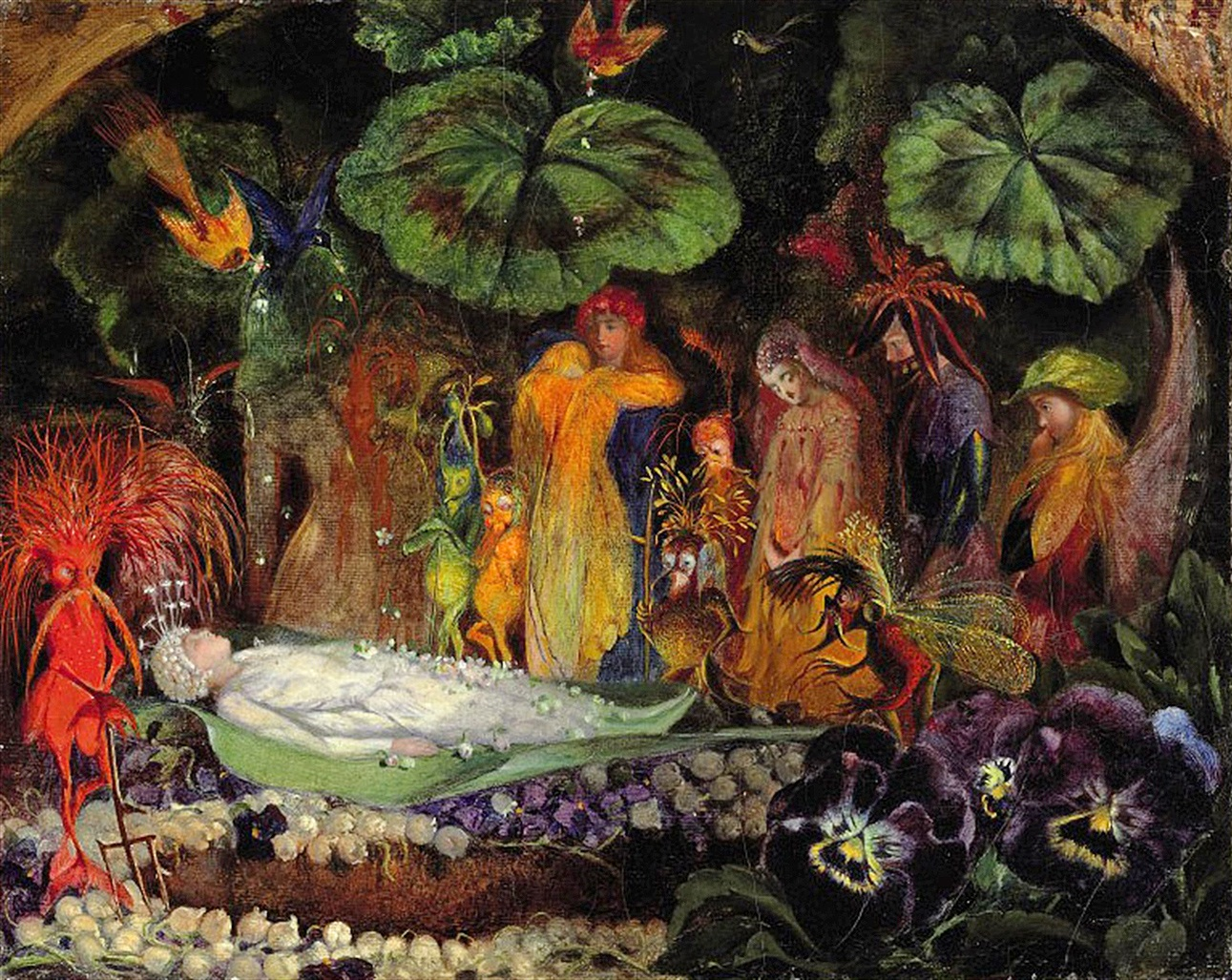
Death of the fairy
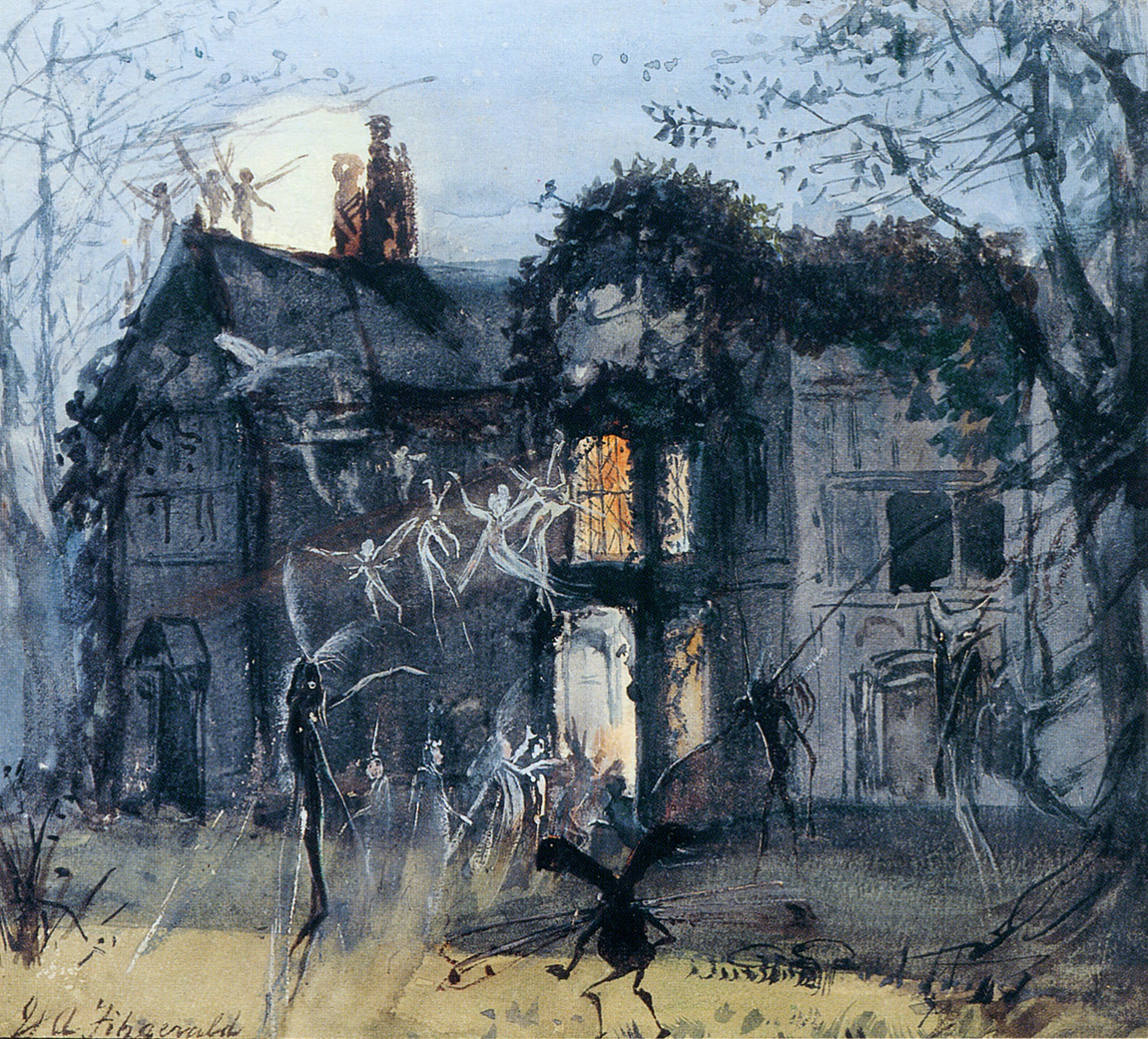
Fairies by Moonlight
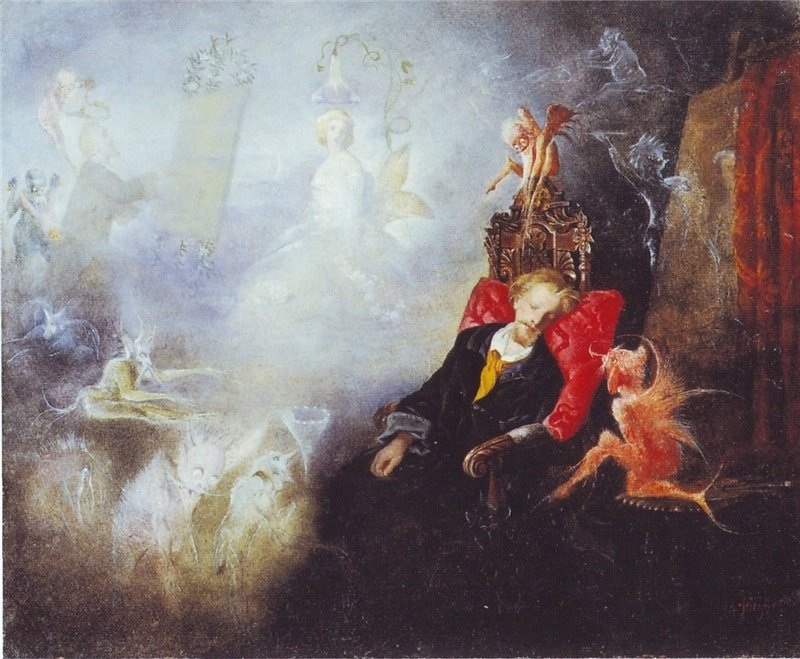
The Artist's Dream
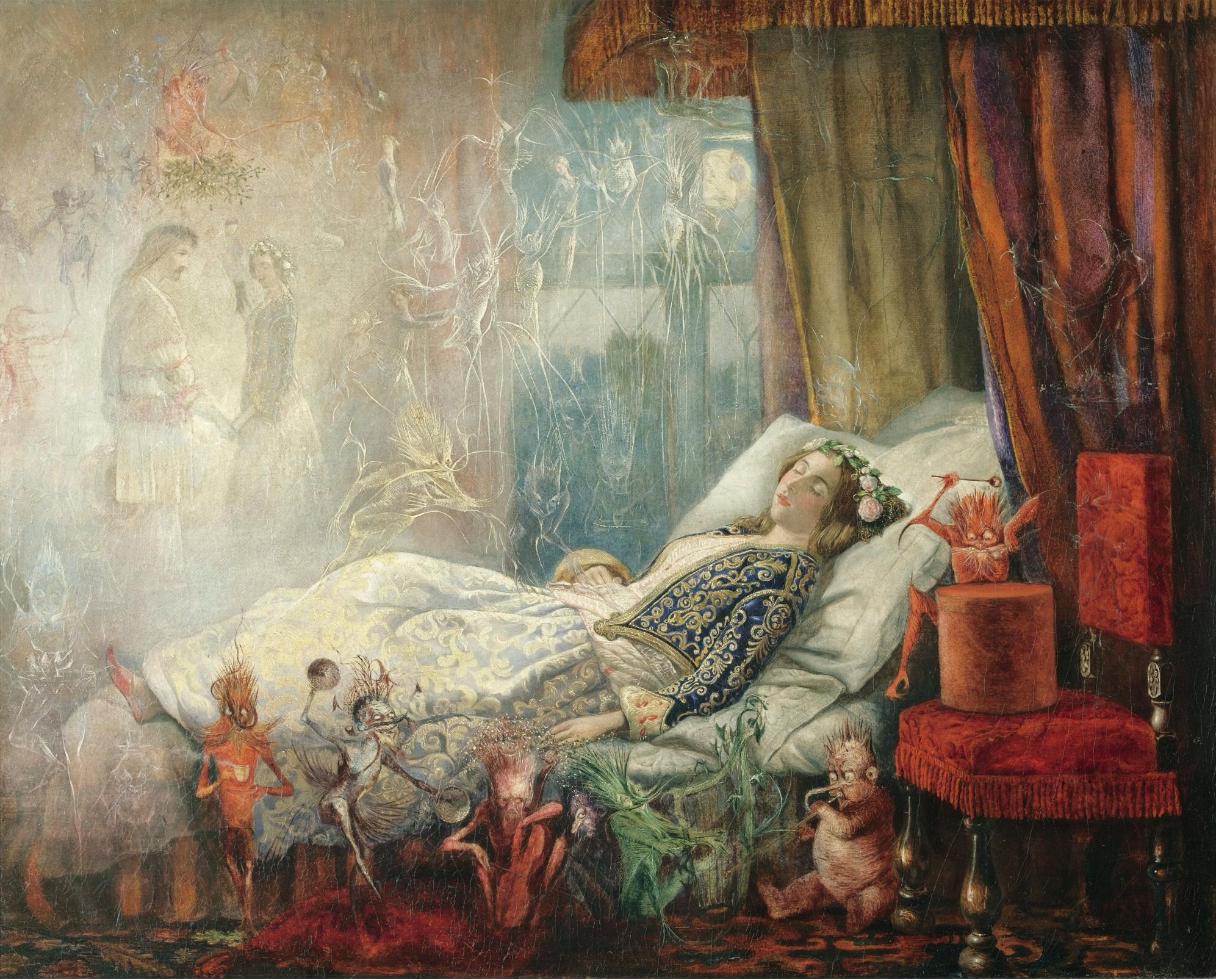
The Stuff that Dreams are made of
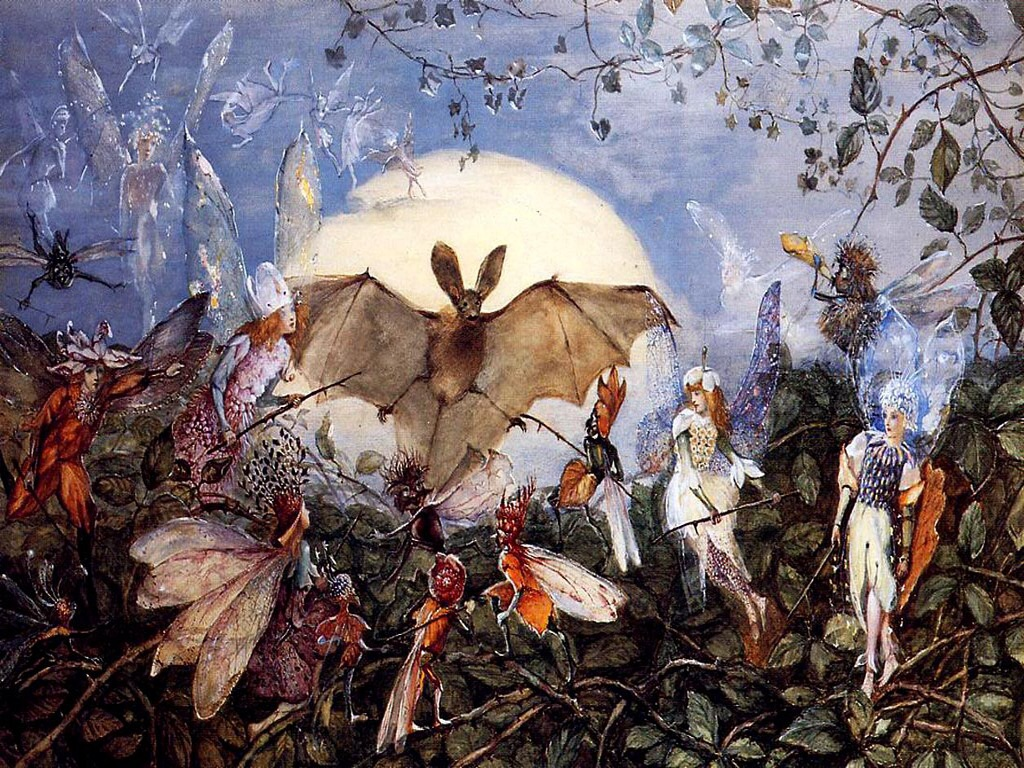
Attacking a Bat
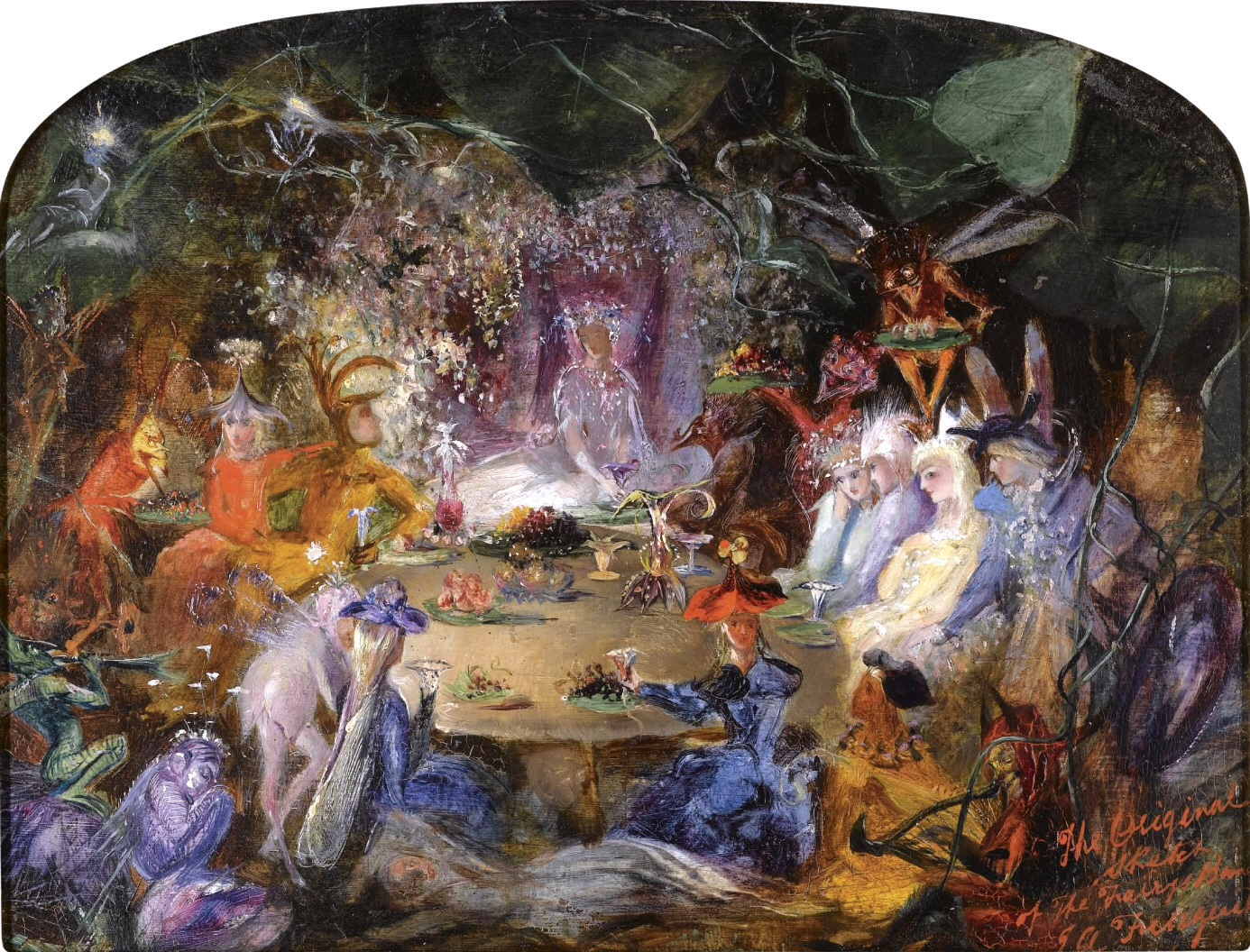
The Fairy Banquet

## Noot
1. ↑  Sommige bronnen vermelden ook wel 1823 of 1832 als geboortejaar. Ook wordt wel Londen als geboorteplaats genoemd.
2. ↑  Zie onder andere website Sotheby's, waar het schilderij The Stuff that Dreams are made of, dat in de jaren 1960 nog voor 240 pond werd gekocht, nu op een waarde van tussen de 400.000 en 600.000 pond wordt geschat.

- Library of Congress Control Number: nr93030083
- RKD-Nederlands Instituut voor Kunstgeschiedenis: 28187
- Union List of Artist Names: 500016256
- Virtual International Authority File: 280169382
- WorldCat: E39PBJbWrTWhH8qqxGVHbfHQv3